# Frédéric Blasius
Pour les articles homonymes, voir Blasius.
Matheeus Blasius, qui prend à Paris le nom de plume Frédéric Blasius (également connu sous le nom francisé de Matthieu-Frédéric Blasius), est un violoniste, clarinettiste, chef d'orchestre et compositeur français né le 24 avril 1758 à Lauterbourg et mort en septembre 1828 à Paris.

## Biographie
Blasius est né à Lauterbourg, ville sur la frontière rhénane de l'Alsace. Dans cette ville, fortifiée à la fin du XVIIe siècle par Louis XIV, stationne une garnison militaire dont font partie de nombreux musiciens. Ses deux parents sont allemands. Sa mère, membre de la famille Bugard, est originaire de Schaidt ville du Sud de la Rhénanie, et son père, Johann Michael Blasius, est de Rastatt (Bade-Wurtemberg). Son père gagne sa vie principalement comme maître tailleur, et comme musicien donne à son fils ses premières leçons. Le jeune Blasius reçoit également des leçons de musiciens militaires dont un certain M. Stadt et de ses deux frères aînés - Johann Peter (né le 2 septembre 1752 à Lauterbourg) violoniste et Franz Ignaz (né le 11 avril 1755 à Lauterbourg) bassoniste. Ses deux frères travailleront plus tard à Paris.
De 1780 à 1782 Blasius travaille pour l'évêque de Strasbourg, le prince Louis René Edouard de Rohan. Le maître de chapelle de la cathédrale et le directeur musical  de Strasbourg est à cette époque François-Xavier Richter. Ce cofondateur de l 'École de Mannheim est un théoricien de la musique de premier plan.
En 1784, Blasius se rend à Paris et au printemps fait ses débuts en tant que violoniste soliste et chef d'orchestre de l'un de ses propres concertos au Concert Spirituel. La performance reçoit des critiques favorables.

### Opéra-Comique
Blasius rejoint l'orchestre de l'Opéra-Comique en tant que violoniste en 1788, et en devient son premier violon et chef d'orchestre le 19 avril 1790.
Il compose Le Peletier de Saint-Fargeau, ou le Premier Martyr de la République française avec un livret en deux actes d'Auguste-Louis Bertin d'Antilly. Ce fait historique, créé à la Salle Favart le 23 février 1793, rapporte que Louis-Michel Lepeletier, marquis de Saint-Fargeau, a été assassiné le 20 janvier pour avoir voté en faveur de l'exécution de Louis XVI, qui aura lieu le 21.
Blasius compose, avec onze autres, la comédie patriotique mêlée d'ariettes en trois actes Le Congrès des rois. L'œuvre, commandée par le Comité de salut public, réalisée en seulement deux jours, est créée à la Salle Favart le 26 février 1794. Selon André Grétry, Blasius en crée l'ouverture comme en a décidé le sort.  Mais cette pièce est mal reçue par le public et les puristes révolutionnaires lui font beaucoup de reproches. Après seulement trois représentations les autorités l'interdisent.
En 1794, le salaire des membres de l’orchestre est augmenté par l'Opéra-Comique. Celui de Blasius est porté de 2 000 livres à 2 600 livres.

En 1798, dans un article de presse le chef d'orchestre de l'Opéra-Comique est bien désigné comme « le cit. Blasius ».
Le répertoire de la Salle Favart au cours de la Révolution s'adapte aux valeurs de cette république naissante.
En 1801, la concurrence entre la salle Favart et le Théâtre Feydeau devenue stérile il est décidé de fusionner les deux troupes par « acte en date du 7 thermidor an IX (26 juillet 1801) ». La nouvelle troupe reprend le nom d'Opéra-Comique, mais joue au nouveau théâtre de la rue Feydeau.
Le 16 septembre 1801 la troupe issue de cette fusion donne sa première représentation. Le programme est alors composé de Stratonice d'Étienne Méhul et de Les Deux Journées, ou le Porteur d'eau de Luigi Cherubini.

Durant toute cette période Blasius a joué et dirigé cette formation. Ses talents de chef d'orchestre ont été loués par les auteurs eux-mêmes des œuvres de Nicolas Dalayrac, André Grétry, et Étienne Méhul.
C'est en 1801 que Blasius perd son poste de chef d'orchestre de l'Opéra-Comique. Il y revient de 1804 à 1816.

### Autres théâtres
Blasius travaille ensuite pour d'autres théâtres parisiens, d'abord le Théâtre de la Gaîté, où en novembre 1801, il dirige la première exécution parisienne en allemand de Die Entführung aus dem Serail de Mozart, avec la formation allemande de Elmenreich.
En 1802 y sont créées deux de ses compositions : les mélodrames Adelson et Salvini et Don Pèdre et Zulika.
Plus tard, il travaille au Théâtre de la Porte-Saint-Martin où est créé le 5 mai 1803 son mélodrame en trois actes Clodomire, ou la Prêtresse d'Irmunsul.

### Autres fonctions
De 1793 à 1795 Blasius est membre et chef d'orchestre de la Garde nationale.

En 1795, il est nommé professeur de violon au Conservatoire de Paris nouvellement fondé, poste qu'il perdra en 1802. Il a également occupé d'autres postes officiels à différents moments au cours de la Révolution et du Directoire.
De 1799 à 1804 est il est l'un des chefs d'orchestre de la Garde des Consuls.
En 1804 il devient chef d'orchestre des grenadiers de la Garde imperiale de Napoléon Ier.
Sous le règne de Louis XVIII, il devient chef d'orchestre de la musique du cinquième régiment de la Garde impériale, et membre de l'orchestre privé du roi.
En 1816 (ou 1818) il se retire à Versailles et meurt à Paris en 1828. Il est inhumé au cimetière du Père-Lachaise le 27 septembre 1828.

## Méthode de clarinette
Blasius écrit des ouvrages pédagogiques pour la clarinette et le basson.
En 1796, Blasius écrit Nouvelle méthode de clarinette et raisonnement des instruments, principes et théorie de musique.

Cette méthode décrit une tablature pour un instrument à cinq touches construit en cinq parties : bec, barillet, deux corps à trous pour les doigts, et le pavillon. Elle inclut des doigtés séparés pour les notes enharmoniquement équivalentes aux sol dièse et la bémol.
Blasius indique qu'il faut prendre soin que ni le bec, ni l'anche ne soient touchées par les dents. Il insiste donc sur la nécessité de poser le bec sur la lèvre inférieure et l'anche sur la lèvre supérieure qui recouvrent les dents afin que celles-ci ne les touchent pas. Ces recommandations vont aux clarinettistes de l'époque qui jouent généralement avec l'anche en haut. Par ailleurs cette embouchure est normale pour les instruments à double anche, hautbois et basson, or les clarinettistes de cette époque jouent souvent de ces instruments. Par ailleurs, Blasius maîtrise aussi le basson et la flûte. Les joueurs modernes décrivent ceci comme l'embouchure à double lèvres.

## Œuvres
Blasius écrit un certain nombre d'œuvres pour la scène ainsi que des  ouvrages pour les orchestres à vent, des concertos avec orchestre, et de la musique de chambre avec un accent particulier pour les œuvres pour violon, clarinette et basson.
Selon l'historien musical Deanne Arkus Klein les compositions de Blasius sont influencées par les musiciens étrangers qu'il rencontre à Strasbourg et Paris… Ses harmonies pour instruments à vent à l'occasion des fêtes révolutionnaires sont particulièrement bien reçues de même que ses quatuors à cordes avec leurs emplois particuliers et un équilibre rare en France à une époque où la virtuosité du premier violon est une pratique courante.

### Orchestre
- Concerto no 1 en do majeur pour clarinette et orchestre
  1. Allegro maestoso
  2. Adagio
  3. Rondeau. Allegretto
- Concerto no 2 en fa majeur pour clarinette et orchestre
  1. Allegro
  2. Romanza
  3. Allegro
- Concerto no 3 pour clarinette et orchestre
- Concerto no 4 pour clarinette et orchestre
- Concerto no 1 pour violon et orchestre
- Concerto no 2 pour violon et orchestre
- Concerto no 3 pour violon et orchestre
- Symphonie concertante pour deux cors et orchestre

### Harmonie à vent
- 1794 Ouverture pour orchestre d'harmonie
- Suite d'harmonie no 1 en si bémol majeur
  1. Allegro Molto - Siciliano - Tempo I
  2. Andantino
  3. Allegro Moderato
  4. Andante
  5. Grazioso
  6. Allegretto
- Suite d'harmonie no 2 en mi bémol majeur
  1. Allegro
  2. Andante
  3. Cantabile
  4. Chansonette
  5. Allegro
  6. Andante
  7. Allegro
- Suite d'harmonie no 3 en mi bémol majeur
  1. Allegro Maestoso
  2. Andante
  3. Écho. Allegro
  4. Andante
  5. Allegro Moderato
  6. Tambourin. Allegretto

### Opéras-comiques
| Créé            | Titre                                                                         | Actes | Théâtre                          | Auteur du livret                                 |
| --------------- | ----------------------------------------------------------------------------- | ----- | -------------------------------- | ------------------------------------------------ |
| 28 août 1788    | La Paysanne supposée ou la Fête de la moisson                                 | 3     | Hôtel de Bourgogne               | C. Dubois                                        |
| 31 janvier 1789 | L'Amour hermite                                                               | 1     | Théâtre Beaujolais               | Phillippe Desriaux                               |
| 25 août 1792    | Les Trois Sultanes, ou Soliman second                                         | 3     | Salle Favart                     | Charles-Simon Favart                             |
| 23 février 1793 | Le Peletier de Saint-Fargeau, ou le Premier Martyr de la République française | 2     | Salle Favart                     | Auguste-Louis Bertin d'Antilly                   |
| 26 février 1794 | Le Congrès des rois                                                           | 3     | Salle Favart                     | Ève Demaillot                                    |
| 1798            | Africo et Menzola                                                             | 3     | Théâtre de l'Ambigu-Comique      | André Coffin-Rosny                               |
| 1802            | Adelson et Salvini                                                            | 3     | Théâtre de la Gaîté              | P. Delmarre M. Adam (ballet)                     |
| 1802            | Don Pédre et Zulika                                                           |       |                                  | N. Lemaire Henri Lemaire                         |
| 5 mai 1803      | Clodomire, ou la Prêtresse d'Irmunsul                                         | 3     | Théâtre de la Porte-Saint-Martin | M. Noel Henri Lemaire Jean-Pierre Aumer (ballet) |
| 1805            | Fernand, ou les Maures                                                        | 3     |                                  | André Jacques Coffin-Rony                        |

### Musique de chambre
- Six Sonates pour basson et violoncelle, op. 57
- Seize Trios pour deux violons et alto
- Dialogues de Trio pour violon, clarinette et piano, op. 31 no. 1
  1. Allegro
  2. Rondeau-Allegretto
- Dix-huit Quatuors Concertants pour clarinette, violon, alto et violoncelle

## Enregistrements
- 1996 : Mannheimer Schule Vol.5, Kurpfälzisches Kammerorchester, dir. Jiří Malát (label Arte Nova, référence 74321 37299 2, 1996)[11]